# Peter Elish
Peter Elish (éliš), ameriški Slovenec, * 23. junij 1914, Poplar Bluff, Misuri, ZDA, † 29. junij 1997, McMurray, Pensilvanija, ZDA
Po končanem študiju na univerzi v Pittsburghu se je zaposlil v upravi in pravosodju Pensilvanije. Leta 1948 in 1968 je bil izvoljen za delegata na konvencijah demokratske stranke. Kot dejaven društveni delavec med ameriškimi Slovenci je bil v letih 1979−1983 predsednik Slovenske narodne podporne jednote, nato član finančnega odbora in predsednik slovenske zadruge v pensilvanskem mestu Straban.
Pisal je komentarje o ameriških in priseljenskih vprašanjih in jih redno objavljal v časopisu Prosveta, v katerem je bilo objavljenih tudi nekaj njegovih črtic in pesmi.